# Río Juncalito
Río Juncalito är ett periodiskt vattendrag i Chile.   Det ligger i regionen Región de Atacama, i den norra delen av landet, 800 km norr om huvudstaden Santiago de Chile.
Omgivningen kring Río Juncalito är ofruktbar med liten eller ingen växtlighet. Området är nästan obefolkat, med mindre än två invånare per kvadratkilometer.